# Cyprinodon higuey
Cyprinodon higuey är en fiskart som beskrevs av Juan Manuel Rodriguez och Smith, 1990. Cyprinodon higuey ingår i släktet Cyprinodon och familjen Cyprinodontidae. Inga underarter finns listade i Catalogue of Life.